# Weltpolitik
 (décembre 2008).
Si vous disposez d'ouvrages ou d'articles de référence ou si vous connaissez des sites web de qualité traitant du thème abordé ici, merci de compléter l'article en donnant les références utiles à sa vérifiabilité et en les liant à la section « Notes et références ».
Pour un article plus général, voir Politique étrangère de l'Allemagne.

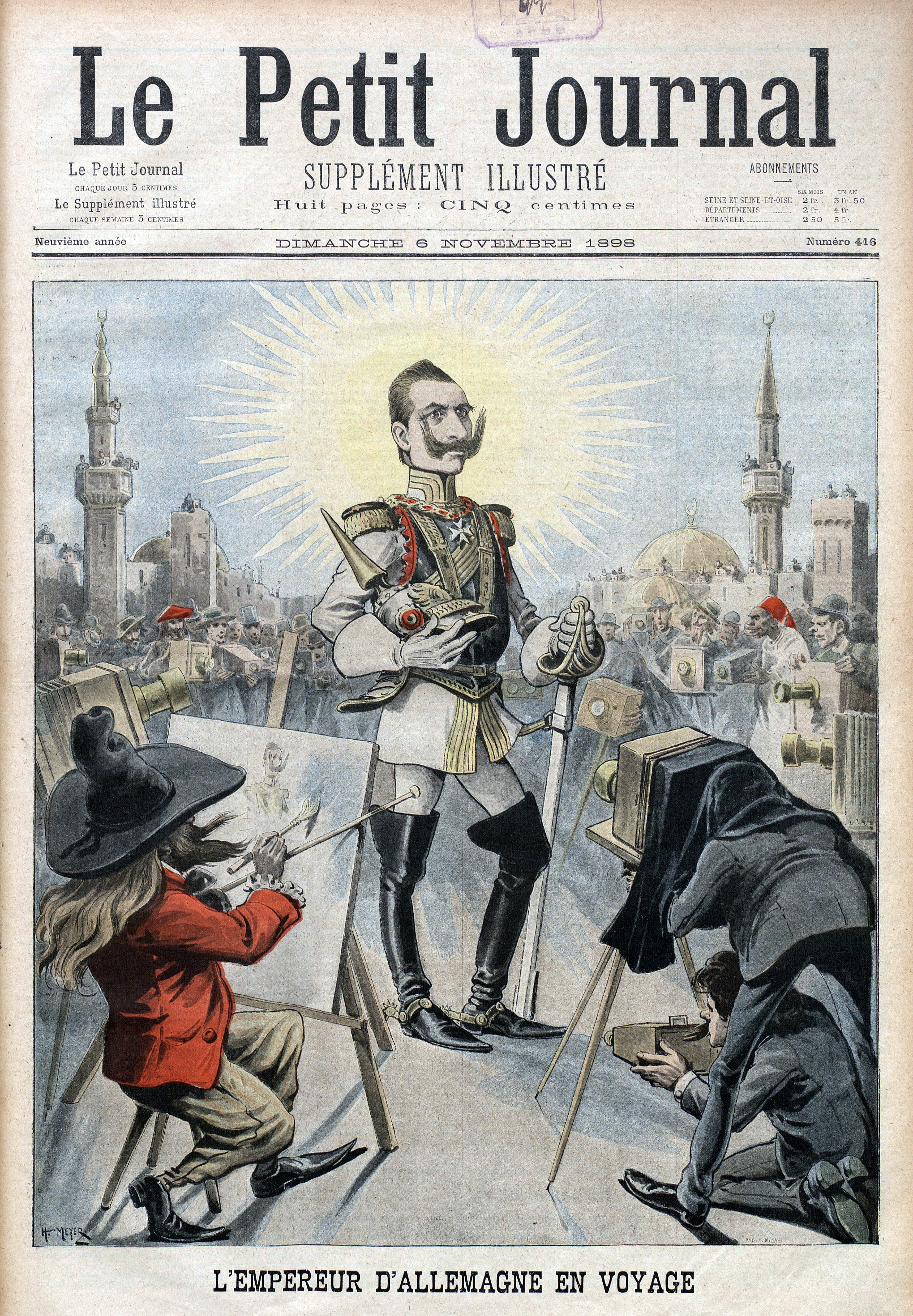
Couverture du Petit Journal illustré (1898). Caricature de Guillaume II. Légende : « L'empereur d'Allemagne en voyage. » Dessins de Henri Meyer.

La Weltpolitik — traduit littéralement de l'allemand en politique mondiale —  est le nom de la doctrine diplomatique de l'Allemagne adoptée à la fin du XIXe siècle sous l'impulsion de Guillaume II. Plus revendicative voire vindicative, notamment en matière coloniale, elle vient remplacer l'approche précédente, à savoir la Realpolitik incarnée par Otto von Bismarck, le « chancelier de fer », remplacé en 1890 par Leo von Caprivi par la volonté autocrate de Guillaume.

## Histoire
La Weltpolitik se veut plus agressive que la Realpolitik et elle peut expliquer certains conflits entre l'Allemagne et d'autres nations. Elle visait à trouver pour l'Allemagne une place au soleil (Platz an der Sonne), proportionnelle à sa force industrielle croissante, et ce, principalement, en développant un empire colonial pouvant rivaliser avec ceux des autres grandes puissances.
La Weltpolitik a sa part de responsabilité dans les crises diplomatiques entre grandes puissances, comme les crises marocaines de 1905 et 1911, opposant les ambitions impérialistes de la France et de l'Allemagne. Elle peut être considérée comme l'un des facteurs menant à la Première Guerre mondiale parmi d'autres.
Un élément central de cette politique fut la constitution de la Hochseeflotte : la Flotte de Haute Mer, par l'amiral von Tirpitz, une flotte moderne censée rivaliser avec la Royal Navy du Royaume-Uni. Cela mena à une course navale germano-britannique, où chacun tenta de surpasser les cuirassés de l'autre (voir dreadnought).
De plusieurs façons, la Weltpolitik a été perçue comme étant le successeur naturel du nationalisme, qui a influencé une partie récente de l'histoire de l'Allemagne. Le nationalisme se concentrait sur l'unification de l'Allemagne. Quand celle-ci fut effective, les nationalistes allemands cherchèrent à accroître le pouvoir de l'Allemagne sur le plan international, et, pour eux, développer un empire colonial était un point essentiel pour y parvenir.
La doctrine du darwinisme social était populaire, et lança l'idée que la sélection des plus aptes s'appliquait aussi bien aux États qu'aux individus. Si un État ne s'efforçait pas de s'étendre, il s'affaiblirait ou s'auto-détruirait. Tout cela a nourri le nationalisme qui existait déjà en Allemagne et déboucha sur un plus grand expansionnisme représenté par la Weltpolitik.

## Weltpolitikde Guillaume II

### Politique d'alliances européennes
Le Royaume-Uni obtint des ententes amicales avec la France et la Russie pour parer la menace navale allemande, créant dès lors une division de l'Europe en deux alliances rivales de grandes puissances : la Triple-Entente de la France, la Russie et du Royaume-Uni ; et la Triple-Alliance (ou Triplice) de l'Allemagne, l'Autriche-Hongrie et l'Italie (voir Première Guerre mondiale). Ces jeux d'alliances augmentèrent considérablement le risque de guerre généralisée, un conflit entre un membre d'une alliance avec un membre de l'autre alliance suffisant à entraîner les autres membres dans la guerre, par invocation de l'alliance ou par présomption que l'autre camp invoquera son alliance respective. C'est ce qui se produisit de juillet à août 1914 : l'Allemagne appuya l'Autriche-Hongrie contre la Russie dans les Balkans et, considérant que n'importe quel conflit requerrait la mobilisation allemande face à la France, appliqua son plan Schlieffen. Le plan Schlieffen impliqua la violation de la neutralité de la Belgique, donnant un casus belli au Royaume-Uni via le traité de Londres.